# The Breeders
The Breeders est un groupe américain de rock alternatif et de cold wave, originaire de Dayton dans l'Ohio. Il est formé en 1988 par Kim Deal, alors bassiste des Pixies, et Tanya Donelly, alors guitariste des Throwing Muses, deux des groupes les plus influents de la scène indépendante bostonienne de la fin des années 1980. Après le ralentissement de l'activité de ces deux groupes, The Breeders devinrent plus importants pour les deux artistes. Le nom des Breeders fait référence à un mot utilisé par les homosexuels américains pour désigner les hétérosexuels.

## Historique

### Débuts (1989–1994)
Kim Deal des Pixies et Tanya Donelly des Throwing Muses, deux groupes de Boston signés sur le label 4AD, sentent leur créativité bridée par la personnalité des leaders de leurs formations respectives, Black Francis et Kristin Hersh. Elles créent The Breeders comme un exutoire (le groupe s'appelait au départ Boston Girl Super-Group). Avec Carrie Bradley et différents batteurs, elles enregistrent une démo qu'elles proposent à 4AD. Leur premier album, Pod, enregistré avec un budget de 11 000 $, par Steve Albini, sort en 1990. L'influence de Kim Deal est évidente, mais on peut sentir la touche personnelle de la bassiste Josephine Wiggs et de Britt Walford, le batteur de Slint (alias Shannon Doughton).
Ce qui n'était au départ qu'un projet parallèle de deux artistes impliquées par ailleurs dans des formations d'envergure, se transforme peu à peu en un vrai groupe qui connaîtra une longue carrière musicale. Sur le quatre titres Safari qui sort en 1992, Kim Deal ne fait plus partie des Pixies et a engagé sa sœur jumelle Kelley pour jouer de la guitare au sein des Breeders. Tanya Donelly les quitte pour créer Belly avec Fred Abong, puis se consacrer à son travail en solo. Le batteur Jim MacPherson intègre le groupe à temps pour Last Splash. Cannonball, un des titres de cet album, connait un succès international. La trame de guitare de S.O.S. tiré du même album sera d'ailleurs échantillonné par The Prodigy sur le titre Firestarter (https://www.whosampled.com/sample/1481/The-Prodigy-Firestarter-The-Breeders-S.O.S./). Le groupe remplit les salles et assure les premières parties de Nirvana.

### Pause (1995–2000)
En 1995, Kelley Deal est impliquée dans une affaire de drogue. L'activité du groupe décroit donc, mais il ne se sépare jamais officiellement. Kim forme en parallèle le groupe The Amps avec Jim MacPherson, Nathan Farley  et Luis Lerma. Après sa désintoxication, Kelley fonde Kelley Deal 6000, puis forme également Last Hard Men avec Sebastian Bach, le chanteur de Skid Row, Jimmy Chamberlin, l'ex batteur des Smashing Pumpkins, et Jimmy Flemion des Frogs.

### Title TKet autre pause (2001–2007)
Des rumeurs concernant la reformation avec les membres originels continuent à circuler pendant les années 1990, bien qu'elles ne soient basées que sur la reprise de Collage, enregistrée pour la bande originale du film Mod Squad. Les sœurs Deal recrutent plusieurs musiciens pour une série de concerts en 2001, et retournent en studio avec le guitariste Richard Presley, le bassiste Mando Lopez, et le batteur Jose Medeles pour enregistrer le troisième album studio des Breeders, Title TK, à nouveau avec Steve Albini. En 2004, Warner Music Group annonce son intention de se séparer des Breeders à la suite de la trop faible vente d'albums de Title TK. Warner décide au même moment de se séparer également de plusieurs autres artistes. À cette époque, Kim Deal reprend sa place au sein des Pixies, qu'elle accompagnera jusqu'en 2013.

### Nouveaux albums (depuis 2008)
Un nouvel album produit par Steve Albini, intitulé Mountain Battles, et contenant treize nouveaux morceaux, sort le 6 avril 2008. Les deux sœurs Deal y sont cette fois-ci accompagnées de Mando Lopez (basse) et de Jose Medeles (batterie).
The Breeders continuent à se produire régulièrement sur scène. Ils effectuent notamment une grande tournée internationale en 2013 pour les vingt ans de Last Splash. À cette occasion, Josephine Wiggs et Jim MacPherson font leur retour dans le groupe. En septembre 2014, ils jouent treize concerts (en) à travers les États-Unis. Une nouvelle tournée (en), en Europe et aux États-Unis, se déroule à l'automne 2017, comprenant une étape à la Gaîté-Lyrique à Paris, le 27 octobre. Ils sont également en première partie d'Arcade Fire lors de deux concerts à Saint Paul dans le Minnesota et à Chicago.
Un single, Wait in the Car, parait le 3 octobre 2017, et l'album All Nerve sort le 3 mars 2018, suivi d'une tournée aux États-Unis et en Europe.

## Membres
Actuels
- Kim Deal - guitare, chant
- Josephine Wiggs - basse, chant
- Kelley Deal - guitare, chant
- Jim MacPherson - batterie

Anciens
- Tanya Donelly - guitare
- Carrie Bradley - violon
- Britt Walford - batterie
- Nate Farley - guitare
- Luis Lerma - basse
- Richard Presley - guitare
- Mando Lopez - basse
- Jose Medeles - batterie

## Discographie

### Albums studio
- 1990 : Pod
- 1993 : Last Splash
- 2002 : Title TK
- 2008 : Mountain Battles
- 2018 : All Nerve

### EP
- 1992 : Safari
- 1994 : Head to Toe
- 2009 : Fate to Fatal